# Monumento a Claudio Moyano (Madrid)
El monumento a Claudio Moyano es un ejemplar de arte público en Madrid. Diseñado por Agustín Querol y localizado en la plaza del Emperador Carlos V (junto al comienzo de la llamada Cuesta de Moyano), consta de una estatua de bronce de Claudio Moyano, destacado político decimonónico celebrado por la autoría de la Ley de Instrucción Pública de 1857, rematando un alto pedestal de piedra.

## Historia y descripción

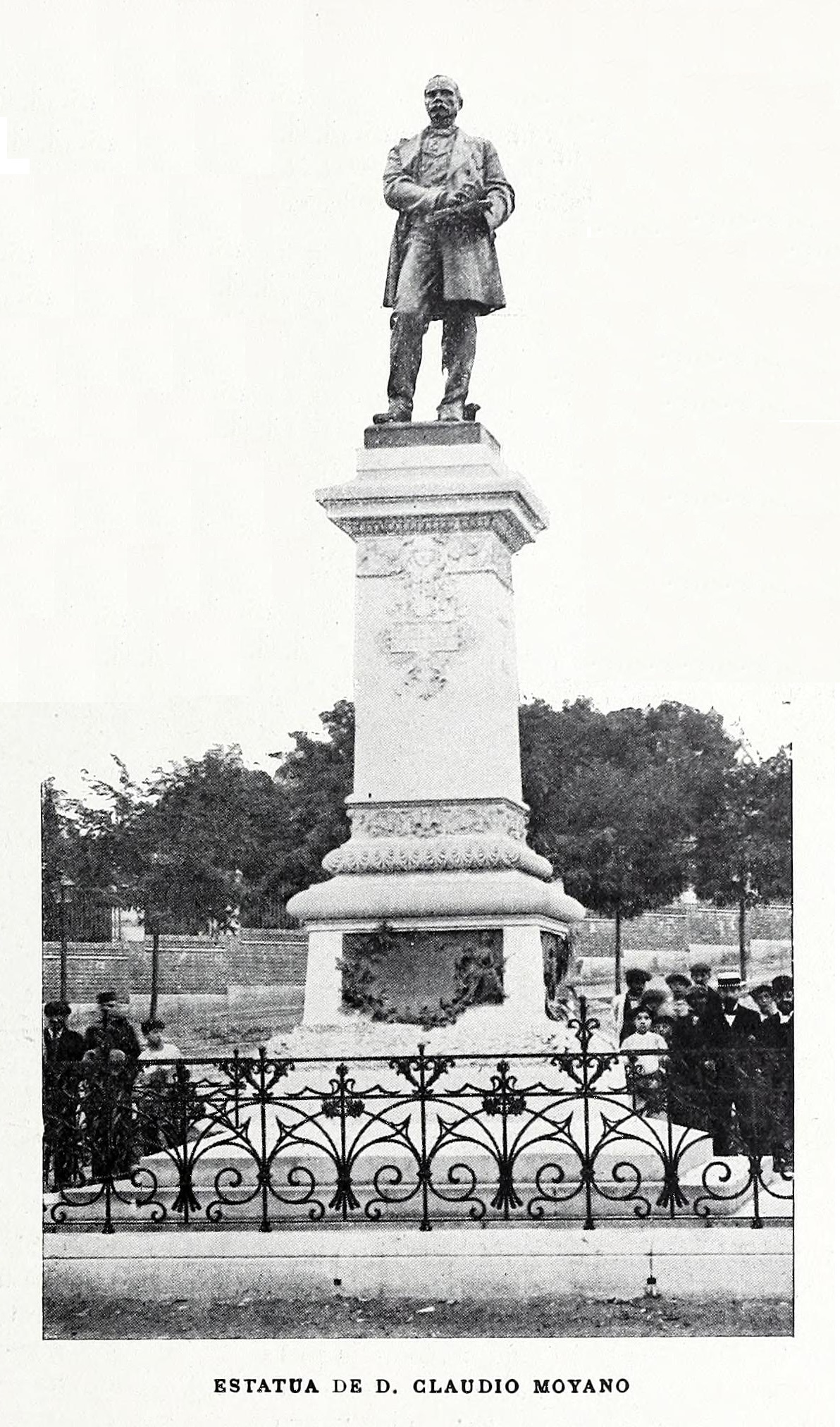
El monumento fotografiado días antes de la inauguración en 1900

En 1894 Eduardo Vincenti (director general de Instrucción Pública) dio ímpetu a una iniciativa previa para levantar un monumento a Moyano, que había fracasado a la hora de recolectar suficiente financiación hasta ese momento. La suscripción popular (organizada por los maestros de la provincia de Zamora) procedió entonces a recoger fondos de los maestros de todas las provincias españolas. La comisión organizadora del monumento decidió adjudicar el diseño del monumento a Agustín Querol en 1896.
Cada cara de la parte inferior del pedestal pétreo incorpora un relieve de bronce que intenta transmitir eventos de la vida de Moyano: un friso ilustra el momento en el que lee su proyecto de enseñanza desde la tribuna del Congreso de los Diputados; otro friso ilustra el momento en el que Isabel II refrenda su famosa ley de 1857; otro consiste en una alegoría de un «Ángel de las Escuelas»; el relieve de la cara frontal, concerniente a la inauguración, presenta una alegoría de la Fama sosteniendo una cartela que reza: «al sr. d. claudio moyano y samaniego, por los grandes servicios servicios prestados un la instrucción pública, el profesorado español. año 1900».
La escultura de bronce que corona el alto pedestal representa a un solemne Moyano en actitud de leer sus leyes al pueblo.
El monumento fue inaugurado en su ubicación en la plaza de Atocha el 11 de noviembre de 1900. Entre la comitiva institucional se encontraban Antonio García Alix (ministro de Instrucción Pública), Francisco Fernández y González (rector de la Universidad Central), Francisco Commelerán, Ricardo Becerro de Bengoa, Silverio Moyano (sobrino de Claudio Moyano), el alcalde de Madrid, el gobernador civil, concejales del Ayuntamiento de Madrid y diputados provinciales (de la Diputación Provincial de Madrid, pero había también representantes de la Diputación de Zamora), y una multitud de representantes de escuelas provenientes de todo el país. José Muro, Vital Aza y el doctor Tolosa Latour también fueron identificados entre los asistentes.
El monumento soportó muchos traslados arriba y abajo de la ciudad a lo largo de los avatares del siglo xx (incluyendo un primer traslado a la plaza de Luca de Tena, y un segundo traslado a unos jardines frente a un colegio). El alcalde Enrique Tierno Galván determinó el regreso del monumento a su (aproximada) ubicación original en ocasión del 125.º aniversario de la Ley Moyano en 1982, culminando la reubicación el 28 de marzo de 1982. El arquitecto municipal Joaquín Roldán se encargó de dirigir las obras relativas al traslado.

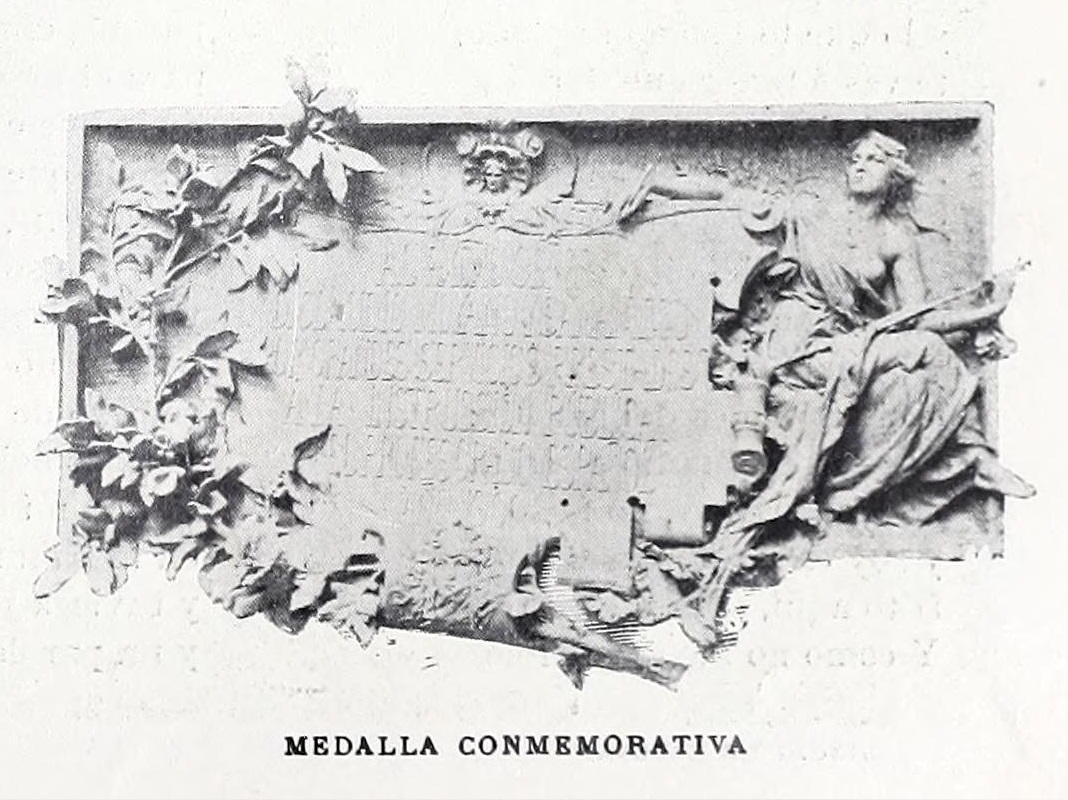
Relieve con la cartela conmemorativa sostenida por la alegoría de la Fama
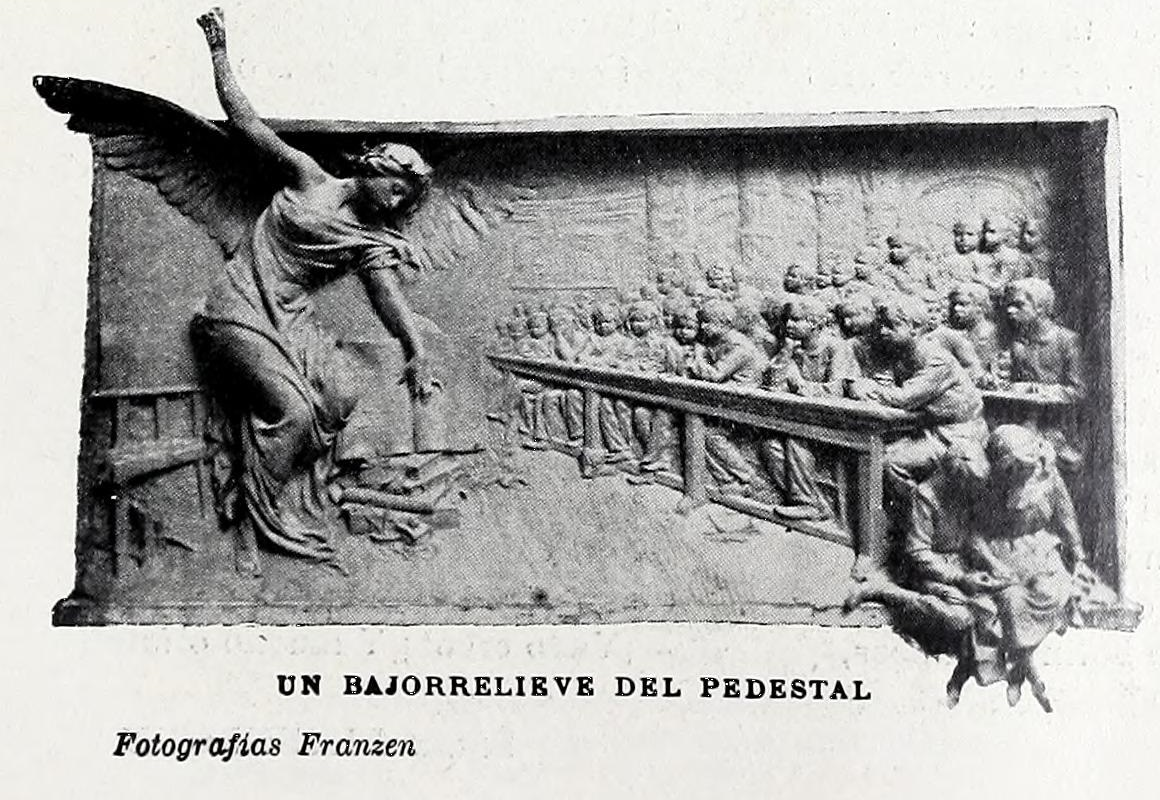
Relieve con el Ángel de las Escuelas